# Sternwarte Belgrad

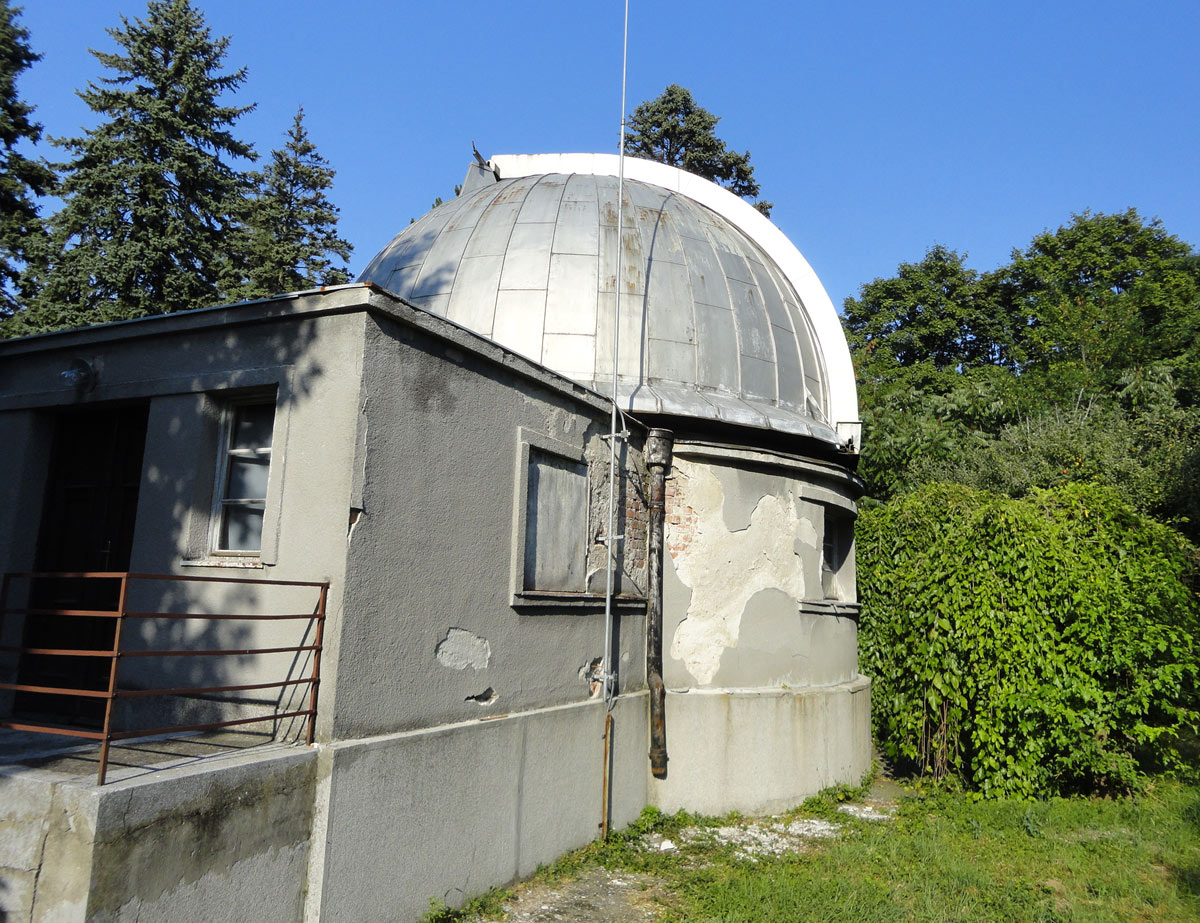
Gebäudeteil im Park der Sternwarte

Die Belgrader Sternwarte (engl. Astronomical Observatory Belgrade AOB) liegt etwa vier Kilometer östlich des Stadtzentrums von Belgrad auf einem bewaldeten Hügel (Zvezdarska šuma) zwischen der Donau und dem Verlauf der Autobahn E75. Die Hügelkette bildet die Fortsetzung des Stadtberges mit der historischen  Festung Belgrad über der Save-Mündung in die Donau. Das Sternwarte-Areal gehört zum östlichen Stadtteil Palilula der serbischen Hauptstadt.
International wird die Sternwarte Astronomical Observatory Belgrade (AOB) genannt. Der Sternwarten-Code lautet 057, die Adresse Volgina 7, P.O.Box 74, 11060 Beograd.

## Hauptgebäude und Instrumente
Das 1887 eröffnete Gebäude hat eine ähnliche Architektur wie die Wiener Universitätssternwarte, ist aber etwas kleiner. Das parkähnliche Areal ist von einer Mauer umgeben. Das Obergeschoss bietet einen schönen Ausblick hinab zur Donau und zu den jenseitigen Stadtteilen.
Unter der fast 15 Meter messenden Hauptkuppel steht ein großes Linsenfernrohr von Zeiss mit 65 cm Öffnungsweite und 10,5 m Brennweite. Dieser Große Refraktor wurde um 1895 installiert und ist nur wenig kleiner ist als das ähnliche, 15 Jahre zuvor in Betrieb genommene Wiener Riesenteleskop. Das Fernrohr hat eine hochpräzise Nachführung und Zusatzinstrumente wie ein Registriermikrometer und ein Spektroskop.
Die weiteren Instrumente dien(t)en vor allem der Astrometrie und Spektroskopie: zwei große Meridiankreise 19/260 cm mit Vakuum-Miren, ein Askania-Passageninstrument, zwei Astrografen mit 13 und 16 cm Öffnung, ein Zenitteleskop 11/130 cm und ein Littrow'scher Sonnenspektrograf, der für das 20/300-cm- Äquatorial von Zeiss entwickelt wurde. Alle diese Instrumente sind – über das Gelände verteilt – in eigenen Kuppeln bzw. Meridianhäusern untergebracht.

## Neue Sternwarte im Süden
Wegen der Luft- und Lichtverschmutzung entsprechen stadtnahe Sternwarten nicht mehr heutigen Ansprüchen für die Astrophysik (für Astrometrie bleiben sie geeignet). Daher beschloss ein Astronomen-Komitee die Errichtung eines neuen Observatoriums im Süden nahe der Grenze zum Kosovo.
So entstand seit 2010 die astronomische Station Vidojevica im Süden Serbiens etwa 150 km südöstlich von Beograd am 1150 m hohen Berg Vidojevica nahe dem Städtchen Prokuplje. Sie erhielt 2010 ein Cassegrain-Teleskop mit 60 cm Öffnung. Im Frühling 2016 wurde ein zusätzliches Ritchey-Chrétien-Cassegrain-Teleskop mit einer 140 cm Öffnung installiert, das seit 2018 in einem eigens dafür errichteten Gebäude steht.